# Clássica Bruges–De Panne feminina
A competição de ciclismo Clássica Bruges–De Panne feminina (oficialmente e por temas de patrocínio: Oxyclean Classic Brugge-De Panne vrouwen em neerlandês) é uma prova ciclista feminina de um dia que tem lugar entre as cidades de Bruges e De Panne, na costa do Mar do Norte na província de Flandres Ocidental na Bélgica.
É a versão feminina da corrida do mesmo nome e seu primeira edição correu-se em 2018 como parte do UCI WorldTour Feminino com vitória da ciclista belga Jolien D'Hoore.

## Palmarés
| Ano                                   | Vencedor        | Segundo        | Terceiro          |
| ------------------------------------- | --------------- | -------------- | ----------------- |
| Três Dias de Bruges–De Panne feminina |                 |                |                   |
| 2018                                  | Jolien D'Hoore  | Chloe Hosking  | Christine Majerus |
| 2019                                  | Kirsten Wild    | Lorena Wiebes  | Lotte Kopecky     |
| 2020                                  | Lorena Wiebes   | Lisa Brennauer | Lotte Kopecky     |
| Clássica Bruges–De Panne feminina     |                 |                |                   |
| 2021                                  | Grace Brown     | Emma Norsgaard | Jolien D'Hoore    |
| 2022                                  | Elisa Balsamo   | Lorena Wiebes  | Marta Bastianelli |
| 2023                                  | Pfeiffer Georgi | Elisa Balsamo  | Lorena Wiebes     |
| 2024                                  | Elisa Balsamo   | Charlotte Kool | Daria Pikulik     |
| 2025                                  |                 |                |                   |

## Palmarés por países
Atualizada após edição de 2024
| País          | Vitórias |
| ------------- | -------- |
| Países Baixos | 2        |
| Itália        | 2        |
| Bélgica       | 1        |
| Austrália     | 1        |
| Reino Unido   | 1        |